# ستانلي دروكير
ستانلي دروكير (بالإنجليزية: Stanley Drucker)‏ هو عازف كلارينيت أمريكي، ولد في 4 فبراير 1929 في بروكلين في الولايات المتحدة.

## وصلات خارجية
- ستانلي دروكير على موقع IMDb (الإنجليزية)
- ستانلي دروكير على موقع ميوزك برينز (الإنجليزية)
- ستانلي دروكير على موقع ديسكوغز (الإنجليزية)